# История образования в Азербайджане
История образования в Азербайджане — история развития образования в Азербайджане с момента его становления до начала 2000-х годов.

## Ранний период

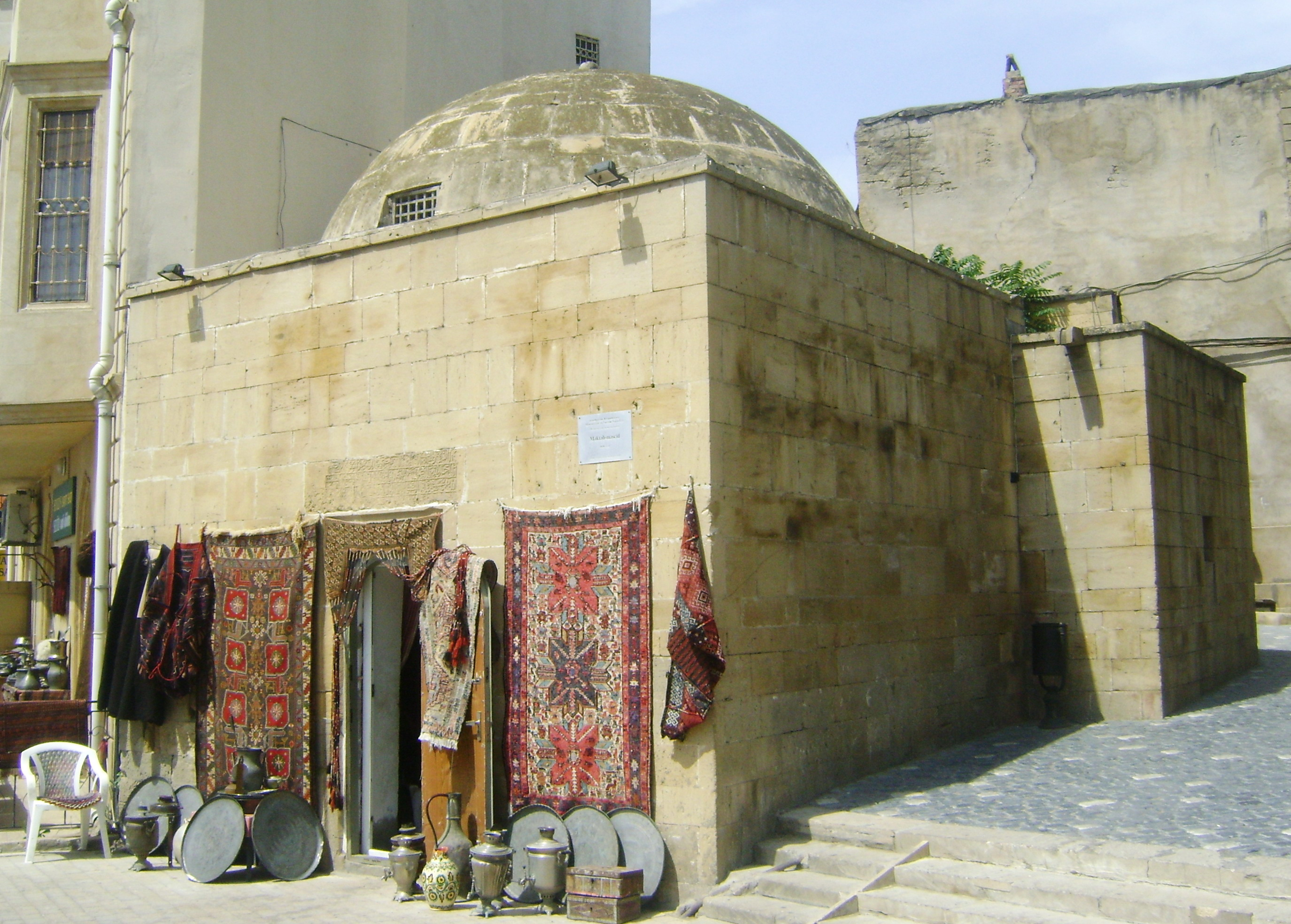
Сохранившаяся медресе 1646 года в Ичери-шехер, в Баку

После принятия ислама грамотность в Баку стала фактически обязательной, так как все мусульмане должны были уметь читать Коран. Школы (мектебы) были при всех мечетях, университеты (медресе) — только при больших мечетях. Существовали и отдельные мектебы, а также большие медресе. Преподавание велось обычно с группами в 4-6 учеников в мектебах и 10-15 — в медресе. Мальчики и девочки должны были учиться вместе. Однако в действительности девочки получали образование дома, хотя в начале XIX века в Баку существовали две небольшие школы для девочек. Часто домашнее образование получали и мальчики из зажиточных семей. Мулла, ведущий обучение, играл роль европейского гувернера. Слово мулла стало синонимом слова муаллим (учитель). В мектебе педагог сидел среди учеников, в медресе — на кафедре, а рядом с ним сидели его помощники, которые доводили до студентов слова педагога и отвечали на их вопросы. Мектебы находились в ведении отдельных мулл, а медресе были на обеспечении крупных религиозных организаций.

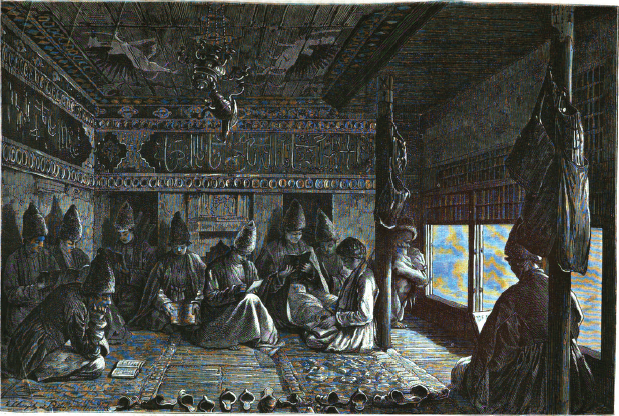
«Татарская школа в Шуше». Рисунок Клерже по зарисовке В. Верещагина, 1865

Обучение в школах начиналось с освоения арабской письменности и заучивания Корана наизусть. Выучивший Коран наизусть назывался хафизом. После этого приступали к изучению персидского языка, исламского права, истории ислама, философии, арифметики, астрономии и астрологии и др. Поэтому после присоединения Баку к России эти школы иногда называли персидскими.
Для легкости усвоения материала некоторые учебники писались в стихотворной форме. Начиная с раннего Средневековья для таких школ составлялись и переписывались писцами в больших количествах персидско-азербайджанские и арабско-азербайджанские словари. Ученики сидели на ковре, поджав ноги под себя. Книгу или тетрадь держали на правом колене. Редкие и дорогие книги размещались на специальной подставке — рахиле. Перед учениками лежал галамдан (пенал), в котором находились принадлежности, необходимые для каллиграфического письма: чернильница, перья, перочинный ножик, ножницы и кусок слоновой кости, необходимой для подрезания перьев. Занятия велись с утра до вечера с часовым перерывом на обед. Каникул не было. На Новруз отдыхали три или четыре дня. Еду дети приносили вместе со специальной скатертью из дома.
Методика преподавания (особенно языков), отработанная веками, была очень эффективной, хотя для достижения этой эффективности порой приходилось применять телесные наказания. Для продолжения обучения выпускники ехали в ведущие университеты Шамахи, Гянджи, Тебриза и Багдада, участвовали во всевозможных диспутах. В небольшом Баку было около 20 мечетей с мектебами и медресе, несколько самостоятельных мектебов и несколько медресе высшего образования при ханагях и имам-заде.

## XIX век — начало XX века

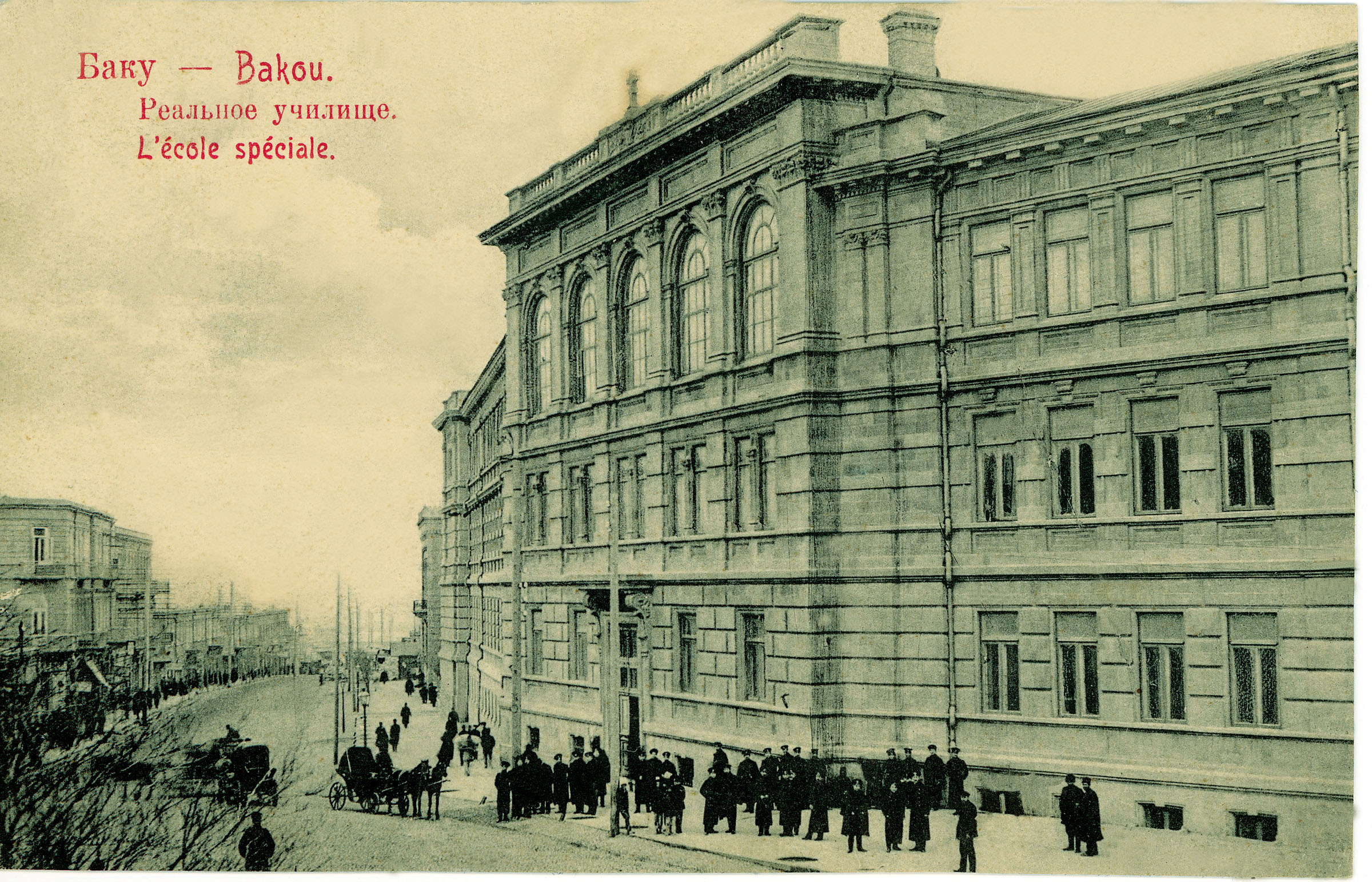
Бакинское реальное училище. Начало XX века

С начала XIX века указанные школы начали европеизироваться. Появились школы нового типа. В первых школах такого типа детей сажали на небольшие табуреточки у невысоких парт, так, чтобы им легко было приспособиться к новым условиям. Появились классные доски и всевозможные учебные пособия.
В 1832 году царская администрация открыла в Баку уездное училище, позднее преобразованное в губернское. Оно размещалось за пределами крепостных стен в первой линии новой застройки в одноэтажном каменном доме. Преподавание велось на русском языке по программе, принятой в России. Особой популярностью в связи с этим училище не пользовалось, хотя выпускники училища имели определённые привилегии при поступлении на работу. В связи с этим по инициативе и при материальной поддержке зажиточных бакинцев в 1848 году в Баку открылось так называемое Мусульманское училище, программа обучения в котором была более близкой к традициям, принятым в мектебах города, а оснащение и методика преподавания — более современными. Срок обучения составлял 6 лет — по два года на курс. Выпускники училища имели право поступления в гимназию. В 1881 году в Шуше открылось шестиклассное Шушинское реальное училище. На базе Елизаветпольского уездного училища была создана Гянджинская мужская гимназия.
В 1901 году открылась Бакинская мусульманская женская школа. В 1913 году школа преобразована в женскую учительскую семинарию. К 1915 году в Баку насчитывалось 5 женских школ. Начинается развитие женского образования. Открываются женские школы в Нахичевани, Эривани. Открываются учительские семинарии.

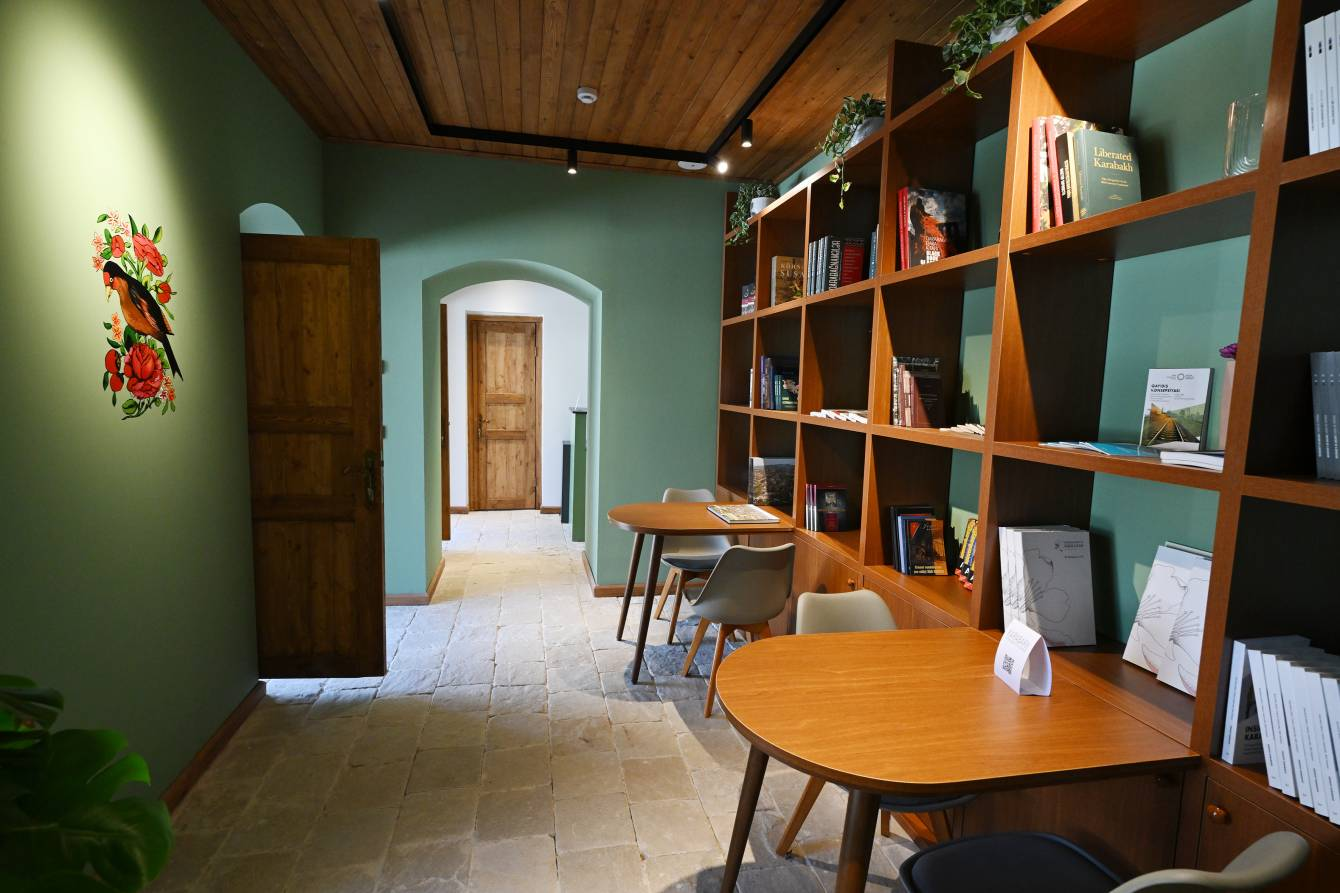
Медресе в Нижней мечети Гевхар-аги 5 июля 2024 После реставрации

Одним из учебных заведений, готовивших кадры учителей, являлась Закавказская учительская семинария.
В 1902 году на территории Елизаветпольской и Бакинской губерний действовало 230 начальных училищ. В них обучалось 15 000 учеников. в том числе 6 700 девочек. К 1916 году количество начальных училищ достигло 373.
Обучение в школе, реальном училище было первой ступенью образования. По окончании обучения аттестат давал право поступления в высшие учебные заведения Российской Империи, и иные.
Действовали не только русские и мусульманские школы, но и школы национальных меньшинств, например, еврейские.

## Период АДР
см. Министерство народного просвещения Азербайджанской Демократической Республики
28 мая 1918 года Правительством АДР было учреждено Министерство Народного Просвещения.
В 1919 году парламентом АДР были выделены средства на пополнение фонда библиотек Азербайджана книгами на азербайджанском языке. В период АДР в республике насчитывалось 11 библиотек, насчитывавших 95 тысяч экземпляров библиотечного фонда.

## Период Азербайджанской ССР

### Организационная структура
28 апреля 1920 года Министерство преобразовано в Комиссариат Народного Просвещения.
28 сентября 1920 года все работники сферы образования были переданы в ведение Народного Комиссариата просвещения. В отношении продовольствия установлено право продовольственного пайка первой категории.
Работники образования были освобождены от трудовой повинности.
С 1959 до 1988 года в Азербайджанской ССР фактически существовало три органа управления образованием — Министерство народного просвещения, Министерство высшего и среднего специального образования, а также Государственный комитет профессионально-технического образования.
В 1988 году все три органа были объединены в Министерство народного образования, которое в 1993 году преобразовано в Министерство образования.

### Среднее образование
29 августа 1930 года был принят указ о всеобщем начальном образовании. В 1935 году во всех школах Азербайджанской ССР работали более 11 тысяч учителей. На 1 января 1939 года в школах Азербайджанской ССР работали более 19 тысяч учителей, из которых 2098 имели высшее образование. С 1936 года стали проводить аттестации учителей. По итогам аттестации в 1937/38 учебном году из 15 тысяч учителей её прошли 9,5 тысяч человек.
На июнь 1938 года в Азербайджанской ССР действовало 3 333 начальных, неполных средних и средних школ. Количество учащихся в них составило 577 756 чел.
В 1940 году профессионально-техническое образование было выведено из под юрисдикции Комиссариата, и передано во вновь созданное Управление трудовых резервов.
С 1949 года введено обязательное семилетнее, с 1959 — обязательное восьмилетнее, с 1966 — обязательное 10-летнее образование. С 1945 года в средних школах введены выпускные экзамены. Учреждены золотые и серебряные медали.

### Высшее образование
Минимальное количество студентов Азербайджанского государственного университета на 1920/21 учебный год было установлено в 1 430 человек. Из них 500 человек — на медицинском факультете, 100 человек — на факультете естественных наук, 830 человек — на историко-филологическом.
В 1921 году были открыты Азербайджанский Государственный Педагогический институт, Азербайджанский Политехнический институт, Высшая школа живописи, Консерватория. В 1929 году — Институт Народного хозяйства (Гянджа). Был создан Азербайджанский Медицинский институт.
В 1934 году Политехнический институт был преобразован в Нефтяной институт, Бакинский Государственный институт в Азербайджанский Государственный институт.
На июнь 1938 года в вузах, техникумах, рабфаках и школах ФЗУ Азербайджанской ССР обучалось свыше 36 тысяч чел.
На 1940 год в Азербайджане насчитывалось 16 высших учебных заведений, в которых обучались 14 600 чел.
До 1 000 студентов из Азербайджана имели право поступления в ведущие ВУЗы СССР по внеконкурсному набору. По окончании обучения была обязанность вернуться в Азербайджан.

### С 1959 года

#### Среднее образование
С 1 сентября 1959 года всеобщее семилетнее образование заменено всеобщим обязательным восьмилетним образованием.
Восьмилетняя школа являлась неполной средней школой.
По окончании 8 классов предоставлялось право поступления в профессионально-техническое училище, среднее общеобразовательное учреждение, специальные учебные заведения.
Полное среднее образование предоставлялось на основе соединения обучения с производительным трудом. Для получения полного среднего образования учащийся мог окончить одно из следующих учебных заведений:
- Школа рабочей и сельской молодёжи

Являлась вечерней средней школой. Срок обучения составлял 3 года.
- Трудовая политехническая школа с производственным обучением

Срок обучения составлял 3 года.
- Техникум и другие средние специальные учебные заведения

Обучение велось на азербайджанском и русском языках. Предоставлялось право выбора языка обучения. Иностранные языки изучались в школах, где для этого имелись соответствующие условия.
Лица, окончившие средние общеобразовательные трудовые политехнические школы с производственным обучением, получали аттестат о среднем образовании и имели право поступать в высшие учебные заведения.

#### Высшее образование
В ВУЗы принимали на основе характеристик профсоюзных, комсомольских и иных общественных организаций.
Для зачисления в ВУЗы проводился конкурсный отбор. Лицам, имеющим стаж работы, предоставлялся приоритет при зачислении.

## Современный период
С начала 1990-х годов были подготовлены новые учебники и программы. Начали открываться лицеи.
В 1992 году впервые была применена тестовая система приёма в ВУЗы.
В ВУЗах начала внедряться система бакалавриата и магистратуры.
На 2001 год в стране действовало 43 ВУЗа, из них 25 государственных, 18 частных.
20-29 июля 2015 года в Бакинском филиале МГУ проведена 47-я международная химическая олимпиада.

## Статистика
за период 2000—2009
|                   | 2000/2001 | 2003/2004 | 2004/2005 | 2005/2006 | 2006/2007 | 2007/2008 | 2008/2009 |
| ----------------- | --------- | --------- | --------- | --------- | --------- | --------- | --------- |
| общее количество  | 4561      | 4565      | 4553      | 4559      | 4538      | 4562      | 4557      |
| включая:          |           |           |           |           |           |           |           |
| дневных           | 4548      | 4553      | 4544      | 4550      | 4529      | 4555      | 4550      |
| из которых:       |           |           |           |           |           |           |           |
| государственных   | 4548      | 4542      | 4533      | 4538      | 4516      | 4538      | 4533      |
| негосударственных | 4         | 11        | 11        | 12        | 13        | 17        | 17        |
| вечерних          | 13        | 12        | 9         | 9         | 9         | 7         | 7         |